# Psara frenettalis
Psara frenettalis là một loài bướm đêm trong họ Crambidae.